# Apochrysinae
Apochrysinae (лат.) — подсемейство златоглазок, насчитывающее 25 видов в составе 6 родов: Apochrysa, Domenechus, Joguina, Loyola, Nobilinus и Nothancyla. Имеет пантропический ареал. Основные отличительные признаки: жилка Sc на протяжении всей длины приближена к R, утрачена ячейка im, жилки Psc и Psm сближены на протяжении всей длины, внутренний ряд ступенчатых жилок продолжен в заднюю часть крыла.

### Интересные факты
Род Loyola был назван испанским энтомологом-иезуитом Лонгиносом Навасом в честь Игнатия Лойолы.